# Летелье, Пьер
Пьер Летелье́, или Ле Телье (фр. Pierre Le Tellier; 1614, Вернон — 1702, Руан) — французский художник XVII века. Представитель классицизма.
Племянник и ученик Николы Пуссена, которого сопровождал в Рим, где провёл четырнадцать лет. Писал, в основном, большие картины на сакральные и аллегорические темы, портреты, отличающиеся благородством стиля и простотой композиции.

## Избранные работы
- Святое семейство (1658) (Музей изящных искусств (Руан));
- Видение святого Бернара;
- Явление Иисуса Петру ;
- Симеон и Младенец Иисус;
- Святой Иосиф с младенцем Иисусом (1665) (Музей изящных искусств (Руан));
- Три плачущих ангела (Музей изящных искусств (Руан));
- Иисус и Святой Пëтр ;
- Мертвый Христос;
- Паломники из Эммауса (Музей изящных искусств (Руан)).

|                              |  |                                                  |  |                       |
| «Обручение святой Екатерины» |  | «Святая Дева с ребёнком, Св. Бернар и Св. Иосиф» |  | «Христос Милосердный» |